# PC Jeux
 (décembre 2018).
Si vous disposez d'ouvrages ou d'articles de référence ou si vous connaissez des sites web de qualité traitant du thème abordé ici, merci de compléter l'article en donnant les références utiles à sa vérifiabilité et en les liant à la section « Notes et références ».
PC Jeux était un magazine mensuel français de presse spécialisé dans les jeux vidéo sur PC fondé en 1997 par Edicorp, société sœur du  groupe de presse britannique Future Publishing.

## Historique
Constatant qu'Edicorp est le leader de la presse informatique technique mais manque de contenu sur les jeux vidéo, Imré Antal — le cofondateur d'Amiga Concept et de CD Concept, et le rédacteur en chef de CD-Rom Magazine —  lance PC Jeux à l'été 1997 pour développer la branche vidéoludique du groupe. La revue est la déclinaison française du magazine britannique à succès PC Gamer. Chaque numéro est accompagné d'un support multimédia (CD ou DVD) contenant généralement un jeu vidéo complet, et des applications en rapport avec le jeu vidéo et l'informatique. À partir d'octobre 2012, PC Jeux n'offre plus de jeu complet physiquement présent dans le magazine ; à la place du DVD, un code de téléchargement du jeu est fourni dans le magazine acheté.
À compter de 2007, et jusqu'en 2012, PC Jeux est édité par les groupes français Yellow Media puis M.E.R.7. Le magazine a fêté son centième numéro en juillet 2006 et a, pour l'occasion, ouvert un « blog de la rédaction ». Le 8 novembre 2012, l'éditeur M.E.R.7 a été placé en liquidation judiciaire, entraînant l'arrêt immédiat de la publication de PC Jeux. Le dernier numéro, daté décembre 2012, fait sa couverture sur Far Cry 3.
En novembre 2014, le groupe Nickel Média, propriété d'anciens dirigeants d'Edicorp, relance PC Gamer en France.